# NGC 2309
NGC 2309 é um aglomerado aberto na direção da constelação de Monoceros. O objeto foi descoberto pelo astrônomo William Herschel em 1785, usando um telescópio refletor com abertura de 18,6 polegadas. Devido a sua moderada magnitude aparente (+10,5), é visível apenas com telescópios amadores ou com equipamentos superiores. 